# Alphonse Quizet
Alphonse Léon Quizet (* 13. März 1885 in Paris; † 7. März 1955 ebenda) war ein französischer Landschafts- und Architekturmaler. Er gehörte zum Kreis der Maler am Montmartre.

## Leben
Alphonse Quizet war ein Sohn des Ehepaars Leontine und Joseph Quizet. Bald nach der Geburt des Sohnes eröffneten die Quizets ein Café am Quai de l'Hôtel de Ville, in geringer Entfernung lag das Café der Eltern Leontine Quizets, wo das Paar sich kennengelernt hatte. Noch in Quizets Kindheit zog die Familie auf den Butte Montmartre. Als er zehn Jahre alt war, kaufte Alphonse Quizet, zu dessen Spielkameraden Edmond Heuzé und André Utter gehörten, sich Künstlerfarben. Wiederholt blieb er der Schule fern, um stattdessen in den Louvre zu gehen. Dennoch schloss er seine Schulausbildung an der École superieure Colbert ab. Anschließend wurde er Lehrling bei der Pariser Omnibusgesellschaft. In zwei Architekturbüros – Potier & Brunet und Laville – ließ er sich zum technischen Zeichner ausbilden und entdeckte dabei seine Fähigkeiten auf dem Gebiet der Architekturmalerei. Quizet fand eine Anstellung als technischer Zeichner bei der Compagnie des autobus de Paris und behielt diese bis zur Pensionierung bei. Aus seiner 1910 geschlossenen Ehe mit der Schneiderin Jeanne Marie Frémy, die bei Jeanne Paquin arbeitete, gingen drei Töchter hervor, die 1911 geborene Odette, die 1914 geborene Simone und die 1916 geborene Raymonde. Von 1914 bis zum März 1919 leistete Quizet Kriegsdienst. Die Familie lebte in diversen Wohnungen auf dem Butte Montmartre, ehe sie 1920 in das Neubaugebiet Quartier de l'Amérique zog. Dort bewohnte sie mit zahlreichen Haustieren die Villa Félix-Faure. Dieses Haus sollte Quizets Wohnsitz und Atelier bis zu seinem Lebensende bleiben. Er starb auch in diesem Haus. Beigesetzt wurde er auf dem Friedhof Père-Lachaise.

## Werke und Künstlerleben
Quizet hatte schon früh Zeichen- und Malkurse an der Académie des Beaux-Arts belegt und um die Jahrhundertwende zu malen begonnen. Er verkehrte später viel in Künstlerkreisen, insbesondere im Chez Victor und in dem Lokal Le Lapin Agile, das ursprünglich den Namen Cabaret des Assassins getragen hatte. Dieses Cabaretcafé war eines der Hauptmotive der Maler vom Montmartre. In der Kneipe verkehrten unter anderem Aristide Bruant, Maurice Utrillo und Élisée Maclet, der dort auch eine Zeitlang Unterschlupf fand und als Gegenleistung Geschirr spülte und Putzdienste übernahm. Der Betreiber des Etablissements, Frédéric Gérard, war der Besitzer des Esels Lolo, der mit seinem Schwanz „abstrakte Gemälde“ schuf, die im Salon des Indépendants ausgestellt wurden.
Quizet hatte unter anderem seit 1903 zu Utrillo Kontakt, der ihn stark beeinflusste. Quizet und Utrillo malten oft dasselbe Motiv und verkauften ihre Gemälde gemeinsam. Ein anderer enger Freund war Marcel Leprin, den Quizet bis zu dessen Tod unterstützte. Einige seiner Bilder versah er mit dem Titelzusatz „Hommage à van Gogh“, um seine Verehrung für sein künstlerisches Vorbild Vincent van Gogh auszudrücken. Die Verwendung starker Kontraste und leuchtender reiner Farben sowie die Pinselführung van Goghs hinterließen ihre Spuren in Quizets Werken. Er widmete sich thematisch vor allem der Architektur und dem Leben in Paris und gilt als einer der wichtigsten Chronisten des alten Montmartre-Viertels. Ab 1904 arbeitete er viel mit dem Maler Hans Olaf Heyerdahl zusammen, mit dem er sich in dieser Zeit einen Garten und ein Häuschen teilte. 1906 wohnte Quizet aber offenbar wieder bei seinen Eltern in der Rue Bachelet.
1914 wurde er mit dem Gemälde Montmartre, la rue Saint-Vincent au printemps zum ersten Mal zur Ausstellung des Salon de la Société des Beaux-Arts zugelassen, die im Grand Palais stattfand.
In der Galerie Bernheim-Jeune hatte er mehrere Einzelausstellungen. Nach seiner Rückkehr aus dem Kriegsdienst reichte er 1919 zum Salon ein altes Bild ein, das er bereits im Alter von 18 Jahren gemalt hatte. La rue de Saules wurde umgehend vom Musée du Luxembourg angekauft. 1921 stellte er erstmals im Salon des Indépendants aus, 1922 lernte er Marcel Leprin kennen.
1926 wurde Quizet Mitglied des Salon d’Automne; ab 1931 war er Ritter der Ehrenlegion. Im selben Jahr erhielt er bei der Internationalen Ausstellung in Paris eine Silbermedaille. Von 1907 bis 1955 stellte er im Salon des Indépendants, dem Salon Paris Moderne und im Salon des Tuileries aus. 1941 wurde er Mitglied der Société Nationale des Beaux-Arts, 1945 Vizepräsident des Salon des Indépendants und 1947 Mitglied des Conseil supérieur de l'enseignement des Beaux-Arts. Quizet wurde zu Lebzeiten sehr geschätzt; 1943 schuf er fünf Gemälde für die Salle des mariages im Rathaus von Le Pré-Saint-Gervais.
2012/13 war in Stuttgart die Ausstellung Alphonse Quizet und die Maler vom Montmartre zu sehen.